# Спартак (футбольний клуб, Київ)
«Спартак» (Київ) — радянський футбольний клуб з Києва. Заснований в 1930 році. Востаннє згадується в 1954 році.

## Хронологія назв
- 1930—1934 — «Промкооперація»
- з 1935 — 1954 «Спартак»

## Історія
Футбольний клуб «Спартак» було засновано в Києві. У 1936 році команда стартувала в кубку СРСР. Наступного року клую дебютував у розіграші групи Д чемпіонату СРСР, в якому посів 11-е місце. З 1941 по 1945 рік, як і більшість футбольних клубів СРСР, не функціонував. По завершенні Другої світової війни відновив свою діяльність. У 1946 році стартував у третій групі української зони «Центр». Після нетривалої паузи, у 1949 році знову почав грати, проте вже в Другій групі української зони. Після цього команду розформували. Через деякий час клуб відновили, проте він виступав вже виключно в регіональних змаганнях.

## Досягнення
- У першій лізі — 10 місце (в зональному турнірі другої групи 1949 рік).
- У кубку СРСР — поразка в 1/8 фіналу (1937).

## Відомі гравці
- Алпатов Олександр Опанасович
- Ханенко Володимир Антонович
- Чир'єв Іван Георгійович